# Schwedisches Zwillingsregister
Das Schwedische Zwillingsregister (STR) ist das größte Zwillingsregister der Welt. Das staatliche Register zählt über 140.000 lebende und verstorbene Zwillingspaare und ist Bestandteil eines europäischen Registers mit 600.000 Zwillingen (Stand 2008).
Zwillingsregister sind Grundlage der Zwillingsforschung.

## Geschichte und Ziel
Das Schwedische Zwillingsregister wird vom Department of Medical Epidemiology and Biostatistics des Karolinska-Instituts verwaltet. Es wurde in den frühen 1960ern von den Professoren Lars Friberg und Rune Cederlöf begründet, mit dem Ziel, die Effekte des Rauchens auf unsere Gesundheit zu untersuchen. Ihre Untersuchung war eine der ersten, die zeigt, dass Raucher öfter als Nichtraucher Lungenkrebs bekommen. Es ist nur unwesentlich älter als das 1954 gegründete Dänische Zwillingsregister.
Die Datenbank besteht aus mehreren Geburtenkohorten, also Zwillingen, die in einer bestimmten Zeitspanne geboren wurden. Das Adressenverzeichnis wird monatlich, das Krebs- beziehungsweise Sterbeverzeichnis jährlich aktualisiert.
Die Datenbank wurde unter anderen genutzt zur Untersuchung von:
- Demenz-Erkrankungen[2]
- Osteoporose und Herz-Kreislauf-Erkrankungen[3]
- 2004 von Wheelwright im Rahmen des genomeutwin-Projektes[4]